# La Capelle (Aveyron)
Pour les articles homonymes, voir La Capelle (homonymie).
Ancienne commune de l'Aveyron, la commune de La Capelle a été supprimée en 1830. Son territoire a été partagé entre les communes d'Escandolières et de Bournazel. En 1844, au rétablissement de la commune de Goutrens (appelée alors Cassagnes-Goutrens) à partir de Bournazel, le hameau de La Capelle passe à la commune rétablie de Goutrens.